# Otto Hezina
Otto Hezina ist ein ehemaliger österreichischer Sektionschef im Bundesministerium für Verkehr.

## Leben
Mindestens von 1980 bis 1984 war er Leiter der Präsidialsektion im Bundesministerium für Verkehr.
Otto Hezina trägt den akademischen Grad Dr. jur. sowie den Amtstitel Sektionschef.

## Auszeichnungen und Ehrungen
- Großes Ehrenzeichen für Verdienste um die Republik Österreich[1]
- 1979: Großes Silbernes Ehrenzeichen für Verdienste um die Republik Österreich[2][3]
- 1986: Großes Silbernes Ehrenzeichen mit dem Stern für Verdienste um die Republik Österreich[3]